# Centre Pompidou Hanwha Séoul
 (2025).
Le centre Pompidou Hanwha Séoul est un musée d'art en projet à Séoul, en Corée du Sud. Après le Centre Pompidou West Bund Museum de Shanghai, il s'agira de la deuxième annexe du centre national d'art et de culture Georges-Pompidou en Extrême-Orient. Conçu en partenariat avec Hanwha, il doit ouvrir en 2025 dans le DLI 63 Building, le siège du chaebol. Il est envisagé d'ensuite le déménager à Pusan après 2030.